# Camponotus excavatus
Camponotus excavatus é uma espécie de inseto do gênero Camponotus, pertencente à família Formicidae.